# 夾層玻璃
夾層玻璃是1903年由法國化學家愛德華·班尼迪克特斯 (Edouard Benedictus) 所發明的。

## 歷史
愛德華·班尼迪克特斯在做實驗時，無意地在玻璃瓶內鋪上了一層硝化纖維素 (Cellulose nitrate)，之後發現玻璃瓶跌在地上時裂而不破。他想將有塑膠夾層的玻璃應用在汽車的擋風玻璃上，以減少汽車意外所造成的傷亡。最初汽車生產商家對他的發明不太感到興趣，最先使用這種發明的反而是第一次世界大戰時所生產的防毒面具。
1936年，改良為使用聚乙烯醇缩丁醛 (Polyvinyl butyral，PVB) 作為夾層後，夾層玻璃才在汽車上大行其道，之後更成為许多国家政府強制的汽車安全標準之一。

## 製作
現代的夾層玻璃都是以兩層或更多層的普通退火玻璃造成，中間的夾層多數為聚乙烯醇缩丁醛。把聚乙烯醇缩丁醛放在兩層玻璃之間，加熱至攝氏70度左右，然後以滾軸把中間的空氣壓出，讓聚乙烯醇缩丁醛把兩層玻璃緊黏在一起。一般的夾層玻璃是以兩層3毫米的玻璃，中間夾上0.38毫米的夾層。總厚度為6.38毫米。亦可以用更多層、更厚的玻璃來增加強度。

## 用途
除了普通汽車擋射玻璃之外，防彈玻璃亦是使用了多層的夾層玻璃所製作而成，總厚度可以達到50毫米。此外，夾層玻璃中間的聚乙烯醇缩丁醛層亦令玻璃的隔音效果增加，而且可以阻隔達99%以上的紫外線。

## 安全
當夾層玻璃上的玻璃碎裂時，夾層仍然會把兩層玻璃黏著，避免整塊玻璃碎成可以傷人的碎片。夾层玻璃亦被稱為「安全玻璃」或「膠合玻璃」。

## 相關參見
- 玻璃工艺